# Лукас Енжіл
Лукас Енжіл (порт. Lucas Engel; нар. 1 грудня 1981) — колишній бразильський тенісист.
Найвищу одиночну позицію світового рейтингу — 297 місце досяг 7 травня 2007, парну — 207 місце — 27 лютого 2006 року.

## Титули ITF Ф'ючерс

### Одиночний розряд: (6)
| Легенда         |
| --------------- |
| ITF Ф'ючерс (6) |

| Ранг | Дата     | Турнір                     | Рівень  | Покриття | Суперник         | Рахунок          |
| ---- | -------- | -------------------------- | ------- | -------- | ---------------- | ---------------- |
| 1.   | Чер 2003 | Мексика F10, Акапулько     | Ф'ючерс | Ґрунт    | Пауль Капдевіль  | 7–6(1), 7–6(5)   |
| 2.   | Сер 2005 | Бразилія F7, Канела        | Ф'ючерс | Ґрунт    | Андре Гем        | 7–6(7), 4–6, 6–4 |
| 3.   | Вер 2005 | Бразилія F11, Порту-Алегрі | Ф'ючерс | Ґрунт    | Андре Гем        | 2–6, 6–2, 6–2    |
| 4.   | Тра 2006 | Бразилія F1, Ресіфі        | Ф'ючерс | Ґрунт    | Алешандре Сімоні | 6–4, 6–1         |
| 5.   | Сер 2006 | Бразилія F9, Ітажаї        | Ф'ючерс | Ґрунт    | Франко Феррейро  | 2–6, 6–4, 6–4    |
| 6.   | Лис 2006 | Бразилія F20, Criciúma     | Ф'ючерс | Ґрунт    | Франко Феррейро  | 7–5, 6–2         |

### Парний розряд: (11)
| Легенда            |
| ------------------ |
| ATP Челленджер (1) |
| ITF Ф'ючерс (10)   |

| Ранг | Дата     | Турнір                                    | Рівень     | Покриття | Партнер         | Суперники                             | Рахунок             |
| ---- | -------- | ----------------------------------------- | ---------- | -------- | --------------- | ------------------------------------- | ------------------- |
| 1.   | Кві 2004 | Мексика F4, Сьюдад Обрегон                | Ф'ючерс    | Тверде   | Марсело Мело    | Хуан Ігнасіо Серда Яспер Сміт         | 7–6(4), 6–4         |
| 2.   | Тра 2004 | Колумбія F2, Перейра                      | Ф'ючерс    | Ґрунт    | Андре Гем       | Жуліо Сілва Рожеріу Дутра Сілва       | 6–4, 6–3            |
| 3.   | Жов 2004 | Колумбія F3, Медельїн                     | Ф'ючерс    | Ґрунт    | Андре Гем       | Хорхе Агілар Гільєрмо Ормасабаль      | 7–6(2), 6–3         |
| 4.   | Жов 2004 | Бразилія F10, Кампу-Гранді                | Ф'ючерс    | Ґрунт    | Андре Гем       | Жуліо Сілва Рожеріу Дутра Сілва       | 6–0, 6–1            |
| 5.   | Кві 2005 | Колумбія F3, Калі (місто)                 | Ф'ючерс    | Ґрунт    | Андре Гем       | Пабло Гонсалес Мікаель Кінтеро        | 6–4, 6–4            |
| 6.   | Тра 2005 | Бразилія F4, Пірасікаба                   | Ф'ючерс    | Ґрунт    | Андре Гем       | Марсело Мело Алешандре Сімоні         | 6–3, 6–7(3), 7–6(3) |
| 7.   | Тра 2005 | Бразилія F5, Флоріанополіс                | Ф'ючерс    | Ґрунт    | Андре Гем       | Рафаел Фаріас Родрігу Гідолін         | 6–4, 6–4            |
| 8.   | Сер 2005 | Бразилія F7, Канела                       | Ф'ючерс    | Ґрунт    | Андре Гем       | Александре Бонатту Енріке Пінту-Сілва | 7–5, 6–1            |
| 1.   | Лют 2007 | Florianópolis 1 Challenger, Флоріанополіс | Челленджер | Ґрунт    | Марсіу Карлссон | Бріан Дабуль Максімо Гонсалес         | 6–4, 2–6, [14–12]   |
| 9.   | Вер 2007 | Бразилія F12, Criciúma                    | Ф'ючерс    | Ґрунт    | Франко Феррейро | Енріке Пінту-Сілва Габрієл Пітта      | 1–6, 6–3, [10–8]    |
| 10.  | Лис 2007 | Бразилія F22, Порту-Алегрі                | Ф'ючерс    | Ґрунт    | Маттіа Ліврагі  | Ерік Гомес Тіагу Лопес                | 7–6(4), 2–6, [10–7] |